# مزرعة ولي محمد قهرماني (فسارود)
مزرعة ولي محمد قهرماني (بالإنجليزية: Mazraeh-ye Vali Mohammad Qohrmani)‏ هي منطقة سكنية تقع في إيران في فارس. يقدر عدد سكانها بـ 30 نسمة .